# Grammy Award de la meilleure prestation hard rock
Le Grammy Award de la meilleure prestation hard rock (Grammy Award for Best Hard Rock Performance) est une récompense délivrée de 1990 à 2011 dans le cadre des Grammy Awards pour un travail (chanson ou album) de qualité dans le domaine musical du hard rock.

## Histoire
Le premier prix de ce type a été attribué lors de la 31e cérémonie en 1989 et était initialement intitulé Grammy Award de la meilleure prestation hard rock/metal vocale ou instrumentale (Grammy Award for Best Hard Rock/Metal Performance Vocal or Instrumental), ce qui regroupait deux des genres musicaux les plus populaires des années 1980. 
Jethro Tull reçu le prix pour l'album Crest of a Knave, battant Metallica, qui était pressenti pour ...And Justice for All. Ce choix provoqua de nombreuses critiques notamment de la part de ceux qui considèrent que Jethro Tull n'est pas un groupe de hard rock ou de heavy metal,. En réponse, la National Academy of Recording Arts and Sciences, qui organise la cérémonie, a séparé le prix en deux : Meilleure prestation hard rock (Best Hard Rock Performance) d'une part et meilleure prestation metal (Best Metal Performance) d'autre part. Le groupe Living Colour a reçu le premier prix en 1990. De 1992 à 1994 le prix a été intitulé Grammy Award for Best Hard Rock Performance with Vocal.
En 2012 la catégorie meilleure prestation hard rock fusionne avec la catégorie meilleure prestation metal et le prix est désormais décerné sous ce dernier nom.   
Les groupes Foo Fighters, Living Colour et The Smashing Pumpkins détiennent le record de victoires avec deux chacun. Alice in Chains détient le record de nominations sans aucune victoire avec un total de sept.

## Lauréats
Liste des lauréats,.
- 1989 : Jethro Tull pour Crest of a Knave (récompense décernée sous l'appellation Grammy Award de la meilleure prestation hard rock/metal vocale ou instrumentale)
- 1990 : Living Colour pour Cult of Personality
- 1991 : Living Colour pour  Time's Up
- 1992 : Van Halen pour  For Unlawful Carnal Knowledge
- 1993 : Red Hot Chili Peppers pour Give It Away
- 1994 : Stone Temple Pilots pour Plush
- 1995 : Soundgarden pour Black Hole Sun
- 1996 : Pearl Jam pour Spin the Black Circle
- 1997 : The Smashing Pumpkins pour Bullet with Butterfly Wings
- 1998 : The Smashing Pumpkins pour The End Is the Beginning Is the End
- 1999 : Page and Plant pour Most High
- 2000 : Metallica pour Whiskey in the Jar
- 2001 : Rage Against the Machine pour Guerrilla Radio
- 2002 : Linkin Park pour Crawling
- 2003 : Foo Fighters pour All My Life
- 2004 : Evanescence (feat Paul McCoy) pour Bring Me to Life
- 2005 : Velvet Revolver pour Slither
- 2006 : System of a Down pour B.Y.O.B.
- 2007 : Wolfmother pour Woman
- 2008 : Foo Fighters pour The Pretender
- 2009 : The Mars Volta pour Wax Simulacra
- 2010 : AC/DC pour War Machine
- 2011 : Them Crooked Vultures pour New Fang